# العلاقات الصينية الهايتية
العلاقات الصينية الهايتية هي العلاقات الثنائية التي تجمع بين الصين وهايتي.

## مقارنة بين البلدين
هذه مقارنة عامة ومرجعية للدولتين:
| وجه المقارنة                                              | الصين                    | هايتي                                |
| --------------------------------------------------------- | ------------------------ | ------------------------------------ |
| المساحة (كم2)                                             | 9.60 مليون               | 27.75 ألف                            |
| عدد السكان (نسمة)                                         | 1.33 مليار               | 10.98 مليون                          |
| الكثافة السكانية (ن./كم²)                                 | 138.54                   | 395.68                               |
| العاصمة                                                   | بكين                     | بورت أو برانس                        |
| اللغة الرسمية                                             | اللغة الصينية القياسية   | لغة فرنسية، اللغة الكريولية الهايتية |
| العملة                                                    | رنمينبي                  | جوردة هايتية                         |
| الناتج المحلي الإجمالي (بليون دولار)                      | 12.24 تريليون            | 8.41 مليار                           |
| الناتج المحلي الإجمالي (تعادل القوة الشرائية) بليون دولار | 19.82 تريليون            | 18.82 مليار                          |
| الناتج المحلي الإجمالي الاسمي للفرد دولار أمريكي          | 8.03 ألف                 | 818                                  |
| الناتج المحلي الإجمالي للفرد دولار أمريكي                 | 13.21 ألف                | 1.73 ألف                             |
| مؤشر التنمية البشرية                                      | 0.728                    | 0.483                                |
| رمز المكالمات الدولي                                      | +86                      | +509                                 |
| رمز الإنترنت                                              | .cn، .中国 ‏، .中國 ‏      | .ht                                  |
| المنطقة الزمنية                                           | توقيت الصين، ت ع م+08:00 | 00                                   |

## منظمات دولية مشتركة
يشترك البلدان في عضوية مجموعة من المنظمات الدولية، منها:
| علم المنظمة | اسم المنظمة                               | تاريخ انضمام الصين | تاريخ انضمام هايتي |
| ----------- | ----------------------------------------- | ------------------ | ------------------ |
|             | منظمة الشرطة الجنائية الدولية             | ?                  | ?                  |
|             | منظمة التجارة العالمية                    | 11 ديسمبر 2001     | ?                  |
|             | البنك الدولي للإنشاء والتعمير             | 27 ديسمبر 1945     | 8 سبتمبر 1953      |
|             | منظمة حظر الأسلحة الكيميائية              | ?                  | ?                  |
|             | مؤسسة التنمية الدولية                     | 24 سبتمبر 1960     | 13 يونيو 1961      |
|             | الأمم المتحدة                             | 25 أكتوبر 1971     | 24 أكتوبر 1945     |
|             | يونسكو                                    | 4 نوفمبر 1946      | 18 نوفمبر 1946     |
|             | الاتحاد البريدي العالمي                   | ?                  | ?                  |
|             | المركز الدولي لتسوية المنازعات الاستشارية | 6 فبراير 1993      | 26 نوفمبر 2009     |
|             | بنك التنمية الكاريبي ‏                     | ?                  | ?                  |
|             | مؤسسة التمويل الدولية                     | 15 يناير 1969      | 20 يوليو 1956      |
|             | الاتحاد الدولي للاتصالات                  | 1 سبتمبر 1920      | 10 أكتوبر 1927     |
|             | وكالة ضمان الاستثمار متعدد الأطراف        | 30 أبريل 1988      | 11 ديسمبر 1996     |

## أعلام
هذه قائمة لبعض الشخصيات التي تربطها علاقات بالبلدين:
- مايكل بران (19 مايو 1992 – )

## وصلات خارجية
- موقع وزارة الخارجية الصينية
- موقع وزارة الخارجية الهايتية